# Odynerus haleakalae
Odynerus haleakalae är en stekelart som beskrevs av Blackburn och Cameron 1886. Odynerus haleakalae ingår i släktet lergetingar, och familjen Eumenidae. Inga underarter finns listade i Catalogue of Life.